# باك إيوينغ
باك إيوينغ (بالإنجليزية: Buck Ewing)‏ هو لاعب كرة قاعدة أمريكي، ولد في 17 أكتوبر 1859 في Hoagland, Ohio ‏ في الولايات المتحدة، وتوفي في 20 أكتوبر 1906 في سينسيناتي في الولايات المتحدة بسبب السكري.

## وصلات خارجية
- باك إيوينغ على موقع دوري كرة القاعدة الرئيسي (الإنجليزية)
- باك إيوينغ على موقعبيزبول رفرنس.كوم (الدوري الرئيسي) (الإنجليزية)
- باك إيوينغ على موقعبيزبول رفرنس.كوم (الدوري الثانوي) (الإنجليزية)
- باك إيوينغ على موقع جمعية أبحاث البيسبول الأمريكية (الإنجليزية)
- باك إيوينغ على موقع إي إس بي إن.كوم (أم.أل.بي) (الإنجليزية)
- باك إيوينغ على موقع مشجعي الرسوم البيانية (الإنجليزية)
- باك إيوينغ على موقع قاعة مشاهير كرة القاعدة (الإنجليزية)